# (211489) 2003 KP
(211489) 2003 KP là một tiểu hành tinh vành đai chính được phát hiện ngày 22 tháng 5 năm 2003 bởi James Whitney Young ở Đài thiên văn Núi bàn gần Wrightwood, California.